# Donald B. Duncan
Donald Bradley Duncan (Alpena, 1 de setembro de 1896 – Pensacola, 8 de setembro de 1975) foi um militar da Marinha dos Estados Unidos. Alcançou o posto de almirante. Teve atuação destacada na Segunda Guerra Mundial. Ele serviu em diversos navios no decorrer de sua carriera, inlcuindo o USS Oklahoma, USS Long Island, USS Hornet e USS Essex.